# جورج ريني
جورج ريني هو سياسي كندي، ولد في 23 يوليو 1866 في كندا، وتوفي في 13 أكتوبر 1930 في نفس البلد. حزبياً، نشط في حزب كندا المحافظ. وقد انتخب عضو مجلس العموم الكندي.